# Ups and Downs
Ups and Downs é um filme de comédia mudo produzido nos Estados Unidos em 1915, dirigido por Bobby Burns e Walter Stull, e com atuação de Oliver Hardy.